# ティム・マッキナリー
ティム・マッキナリー（Tim McInnerny, 1956年 - ）は、イギリス出身の俳優。ティム・マキナニーとも表記される。

## 来歴
オックスフォード大学のウォダム・カレッジで学んだ。
舞台では『ロミオとジュリエット』『十二夜』『ロッキー・ホラー・ショー』などに出演し、テレビではローワン・アトキンソン主演のコメディシリーズ『ブラックアダー』にもレギュラー出演するなど活躍している。
2007年夏にはロンドンのグローブ座にて『オセロ』の舞台に立ち、イアーゴを演じた。
姉のリジーも女優である。

## 主な出演作品
- ブラックアダー Blackadder （1983年 - 1989年） テレビシリーズ
- 狙われた政権～英国ダウニング街の謀略～ A Very British Coup  （1988年） テレビミニシリーズ
- エリック・ザ・バイキング/バルハラへの航海 Erik the Viking  （1989年）
- リチャード三世 Richard III （1995年）
- フェアリーテイル FairyTale: A True Story （1997年）
- 101 101 Dalmatians （1996年）
- ノッティングヒルの恋人 Notting Hill （1999年）
- マネー・トレーダー 銀行崩壊 Rogue Trader （1999年）
- 102 102 Dalmatians （2000年）
- 帽子を脱いだナポレオン The Emperor's New Clothes （2001年）
- カサノバ Casanova （2005年）
- ジョニー・イングリッシュ 気休めの報酬 Johnny English Reborn （2011年）
- オートマタ Automata （2014年）
- ゲーム・オブ・スローンズ Game of Thrones (2016年、2017年)
- ピータールー マンチェスターの悲劇 Peterloo （2018年）
- イントゥ・ザ・スカイ 気球で未来を変えたふたり The Aeronauts (2019年)
- グラディエーターII 英雄を呼ぶ声 Gladiator II (2024年)